# Division de Gurgaon
La division de Gurgaon  est une division territoriale de l'État de l'Haryana en Inde. Sa capitale est la ville de Gurgaon.

## Districts
- Faridabad,
- Gurgaon
- Mahendragarh,
- Mewat
- Rewari